# Военно-юридическая академия РККА
Военно-юридическая академия (РККА, КА, ВС СССР, СА) — военное высшее учебное заведение Вооружённых Сил СССР (1939—1956 гг.), предназначенное для подготовки офицеров для военных трибуналов и военных прокуратур. Являлось предшественником военно-юридического факультета Военно-политической академии имени В. И. Ленина, Военного Краснознамённого института, военно-юридического факультета Военной академии экономики, финансов и права, прокурорско-следственного и военно-юридического факультетов Военного университета. С 1948 г. военно-учебное заведение называлось Военно-юридическая академия Вооружённых Сил СССР, с 1950 г. — Военно-юридическая академия Советской Армии.
На Военно-юридическую академию возлагались следующие задачи:
1) подготовка кадров военных юристов высшей квалификации, способных решать все вопросы сложной прокурорско-следственной и судебной работы в органах юстиции ВС СССР;
2) переподготовка и усовершенствование практических работников военной юстиции;
3) разработка актуальных проблем науки военного права.

## История создания
Революционные события 1917 г. поставили точку в истории Александровской военно-юридической академии. Приказом народного комиссара по военным делам от 18 декабря 1917 г. № 48 Военно-юридическая академия была закрыта. Также решением Наркомпроса РСФСР к началу 1919 г. были закрыты все юридические факультеты университетов, что объяснялось устарелостью учебных программ и их несоответствием современным требованиям, а также т. н. «революционной законности».
Однако уже с начала 1930-х гг. недостатки в теоретической подготовке работников военных трибуналов и органов военной прокуратуры в результате неправильных взглядов на систему мер по обеспечению безопасности государства побуждают к принятию ряда шагов в целях повышения их профессиональной подготовленности. Начавшийся в это время переход к кадровой системе комплектования РККА также обусловил необходимость значительного увеличения числа специально подготовленных для Красной Армии юристов. Появляется насущная потребность в воссоздании системы военно-юридического образования. Первым шагом к обособлению военно-юридического образования стало создание в 1932 г. краткосрочных курсов по переподготовке юрполитсостава военных прокуратур и военных трибуналов при Военной коллегии Верховного Суда СССР и Центральной Военной Прокуратуре.
К середине 1930-х гг. стало очевидным, что ликвидация военно-юридического образования и его научного и педагогического центра — Военно-юридической академии в 1917 г. было ошибочным шагом. Начавшийся в 1935 г. переход к устройству Вооружённых Сил полностью на кадровой основе и существенное увеличение численности армии и флота, формирование органов военной юстиции обусловили потребность в большом количестве подготовленных военных юристов. Для решения этой задачи 17 июня 1936 г. постановлением ЦИК Союза ССР было принято решение о создании при Всесоюзной правовой академии Военно-юридического факультета РККА (датой создания военно-юридического факультета РККА принято считать 11 мая 1936 г. — издание приказа НКО № 80). Военно-юридический факультет РККА решал задачи по подготовке квалифицированных военных юристов для армии и флота, а также научных кадров по проведению научных исследований в области военного законодательства и с 1 июня 1938 г. действовал на правах академии. Срок обучения был установлен 3 года. При факультете действовали курсы усовершенствования военно-юридического состава. Начальником факультета был назначен диввоенюрист Я. П. Дмитриев, которого сменил на этом посту военюрист 2 ранга С. В. Ромазан. За 3 года работы факультет произвел 2 выпуска. В 1938 г. его окончили 15, а в 1939 г. — 52 человека.
5 ноября 1939 г. постановлением СНК СССР принято решение о преобразовании военно-юридического факультета при Всесоюзной правовой академии в Военно-юридическую академию РККА (приказа НКО № 47). Первым начальником Военно-юридической академии РККА был назначен военюрист 2 ранга С. В. Ромазан. Размещалась академия в Москве, на ул. Кирова, д. 41.

## В предвоенные годы
Основная задача Военно-юридической академии состояла в подготовке высококвалифицированного военно-юридического состава для РККА, Военно-Морского Флота, войск НКВД и в проведении научно-исследовательской работы в области военного законодательства. В Академии устанавливается 4-х годичный срок обучения с контингентом слушателей 400 человек. Кроме того, при Академии действовали постоянные шестимесячные курсы усовершенствования военно-юридического состава РККА с контингентом слушателей 100 человек. В Академии было 3 факультета: основной, военно-морской и заочного обучения; учебный, научно-исследовательский отделы, а также кафедры: уголовного права, судебного права, общеправовых дисциплин, государственного и административного права, марксизма-ленинизма и общевойсковых дисциплин. В Академию принимали только членов РКП(б), прослуживших не менее 3 лет в судах, органах прокуратуры, на должностях начальствующего состава РККА, ВМФ, войск НКВД.
Итогом предвоенного периода работы Военно-юридической академии РККА в целом, и кафедры уголовного права в частности стало то, что военные трибуналы и органы военной прокуратуры пополнил беспрецедентно большой и высокопрофессионально подготовленный отряд военных юристов, внесший серьёзный вклад в последующую победу в Великой Отечественной войне.

## В годы войны
Процесс превращения Военно-юридической академии РККА в крупнейший учебный и военно-научный центр не только не приостановился, но и резко ускорился в военные годы. С её началом потребность в квалифицированных военных юристах многократно возросла. Уже в первый день войны из академии на фронт отправилась группа слушателей в количестве 91 человека. Всего за 1941—1942 гг. на фронт убыло более 3000 преподавателей, слушателей и адъюнктов Академии, из них более 700 выпускников основных факультетов. Подготовка военных юристов в это время проходила на краткосрочных учебных сборах в военных трибуналах, военных прокуратурах армий и флотов и непосредственно в стенах Военно-юридической академии РККА. Организация учебного процесса была приведена в соответствие с требованиями военного времени, ускорена подготовка слушателей, резко сокращен объём учебного времени на изучение не основных учебных дисциплин.
Во время Великой Отечественной войны в Академии преподавали лучшие научные и педагогические кадры Советского Союза. Это объяснялось помимо иных причин и тем, что по возрастным параметрам и высокой профессиональной квалификации многие ученые юристы не могли быть направлены в действующие армию и флот для участия в боевых действиях и были мобилизованы (призваны) на военную службу в Военно-юридическую академию РККА для преподавания юридических дисциплин и подготовки военных юристов.
В ноябре 1941 г. Академия передислоцирована сначала в г. Иваново, а 24 ноября этого года — в г. Ашхабад, где в течение считанных дней был организован учебный процесс по подготовке военных юристов. С ноября 1941 по сентябрь 1943 гг. Академия находилась в эвакуации в Ашхабаде.
Новые задачи были поставлены перед академией после возвращения в Москву в сентябре 1943 г. Среди обучающихся увеличилось количество слушателей — участников Великой Отечественной войны, награждённых боевыми орденами и медалями. Так, среди слушателей основных факультетов более 50 % имели боевой опыт, а среди 370 слушателей курсов усовершенствования участников войны было 285, в том числе 199 — награждённых орденами и медалями.
В связи с этим предъявлялись высокие требования к методическому мастерству, научной квалификации профессорско-преподавательского состава Академии. По состоянию на 1 марта 1944 г. более 50 % преподавателей имели ученые степени и звания. В Академии было 2 члена-корреспондента АН СССР и АН союзных республик, 3 доктора наук, профессора, 17 кандидатов наук, доцентов и 4 ассистента. Многие преподаватели выезжали на стажировку в действующую армию, имели опыт практической работы в органах военной юстиции в боевой обстановке и умело передавали его слушателям.
Всего за годы Великой Отечественной войны основные факультеты Академии произвели 7 выпусков и направили в действующую армию 762 человека, а с учетом выпускников краткосрочных курсов — около 4000 военных юристов.
25 февраля 1945 г. за заслуги в подготовке кадров для фронта, органов военной юстиции и органов военного управления Президиум Верховного Совета СССР наградил Военно-юридическую академию Красным знаменем и Грамотой Президиума Верховного Совета СССР.

## После войны
Мирный (послевоенный) период в Военно-юридической академии характеризуется исключительно интенсивной научно-исследовательской и учебной работой профессоров и преподавателей юридических кафедр. Основные усилия командования и профессорско-преподавательского состава в этот период были направлены на перестройку учебно-воспитательного процесса и научно-исследовательской работы применительно к условиям и запросам мирного времени.
Часть выпускников Академии и профессорско-преподавательского состава принимала участие в работе международного военного трибунала на Нюренбергском и Токийском процессах, в расследовании военных преступлений гитлеровцев и изменников Родине на оккупированной советской территории.
По штату мирного времени в Академии функционировали сухопутный и военно-морской факультеты, факультет заочного обучения с филиалами в Киеве, Ленинграде и Хабаровске, курсы усовершенствования военно-юридического состава и высшие академические курсы.
На основных факультетах обучалось 800 человек, на факультетах заочного обучения — 1000 человек. Срок обучения на факультетах составлял 4 года и 6 месяцев, на курсах — 6 месяцев.
Академия имела 16 кафедр, на которых работало 15 докторов наук, 44 кандидата наук, доцента. За 10 послевоенных лет учеными Академии было опубликовано более 70 наименований различной военно-юридической литературы.
В 1949 г. годовой праздник для Военно-юридической академии установлен 17 июля в ознаменование дня сформирования Академии (Приказ Министра Вооружённых Сил Союза ССР № 098 от 13 мая 1949 г.).
В 1953 г. новым начальником Военно-юридической академии был назначен генерал-майор юстиции Г. Н. Пуговкин. В этом же году в связи с сокращением численности Вооружённых Сил СССР и расформированием органов военной юстиции корпусов, дивизий, бригад начался процесс поэтапного сокращения штатной численности постоянного и переменного состава Академии, который завершился в конечном итоге её расформированием.
На сессии Совета Военно-юридической академии 12—13 января 1956 г. было принято решение о несостоятельности концепции военного и военно-уголовного права, было поставлено под сомнение существование создаваемой многие годы системы военно-юридического образования. Как следствие результативность научной работы резко снизилась, научные и педагогические кадры начали покидать стены учебного заведения, научные дискуссии постепенно «сошли на нет».
Директивой начальника Генерального штаба Вооружённых Сил от 19 мая 1956 г. Военно-юридическая академия была расформирована, из оставшегося профессорско-преподавательского состава всех кафедр создан военно-юридический факультет с 4-летним сроком обучения, вошедший в состав Военно-политической академии имени В. И. Ленина.

## Начальники Академии
5.11.1939—11.03.1942 гг. — бригвоенюрист Ромазан Сергей Викторович
11.03.1942—31.03.1942 г. — бригвоенюрист Рахлин Арон Григорьевич
04.04.1942—05.08.1945 гг. — бригвоенюрист, генерал-майор юстиции Зарянов Иван Михеевич
05.08.1945—01.1946 гг. — генерал-майор юстиции Мазуренко Терентий Дмитриевич
02.1946—03.1948 гг. — генерал-майор юстиции Сухов Николай Логинович
03.1948—09.1953 гг. — полковник юстиции Чхиквадзе Виктор Михайлович
09.1953—05.1956 гг. — генерал-майор юстиции Пуговкин Геннадий Никитич

## Дислокация Академии
01.01.1940—16.10.1941 - Москва, ул. Кирова, д. 41
16.10.1941—01.11.1941 — г. Иваново
01.11.1941—30.09.1943 — г. Ашхабад
1943—1945 гг. — Москва, Новая Басманная ул., д. 20;
1945—1956 гг. — Москва, Смоленский бул., д. 19.

## Структура Академии
В Академии были созданы три факультета и курсы усовершенствования высшего военно-юридического состава.
1. Основной (сухопутный) факультет;
2. Военно-морской факультет;
3. Заочный факультет;
4. Курсы усовершенствования высшего военно-юридического состава;
5. Учебный отдел;
6. Научно-исследовательский отдел;
7. Кафедры.

#### Кафедры Академии по состоянию на 1940 год
1. Кафедра уголовного права, начальник доцент В. М. Чхиквадзе
2. Кафедра судебного права, начальник член-корреспондент АН СССР, профессор С. А. Голунский
3. Кафедра общеправовых дисциплин, начальник профессор, доктор юридических наук Е. А. Коровин
4. Кафедра государственного и административного права, начальник академик И. П. Трайнин
5. Кафедра марксизма-ленинизма, начальник полковник профессор Н. А. Фёдоров
6. Кафедра общевойсковых дисциплин, начальник подполковник А. В. Каменский

### Структура Академии в 1941—1945 годах
В период с 1941 по 1945 годы в Академии были созданы краткосрочные курсы для подготовки военных юристов из студентов старших курсов гражданских юридических институтов и из лиц, окончивших гражданские вузы и Курсы по военной подготовке политсостава.
Военно-морской факультет перестал функционировать с марта 1942 года и вновь возобновил свою работу с марта 1944 года
Заочный факультет Академии был ликвидирован в связи с началом Великой Отечественной войны и был восстановлен после её окончания 9 июня 1945 года (Приказ НКО СССР от 9 июня 1945 года № 35).
В начале 1941 года в целях улучшения строевой, физической и огневой подготовки слушателей, из состава кафедры общевойсковых дисциплин был выделен цикл огневой, строевой и физической подготовки, а кафедра общевойсковых дисциплин была переименована в кафедру тактики.
В 1942—1943 учебном году в Академии была создана кафедра военно-административного права (начальник кафедры бригвоенюрист Виноградов Н. А.), а кафедра тактики была переименована в кафедру боевой подготовки с включением в её состав огневой, строевой и физической подготовки.

#### Кафедры Академии по состоянию на 1943 год
1. Общеправовых дисциплин, начальник профессор бригвоенюрист (полковник юстиции) Коровин Евгений Александрович
2. Военно-административного права, начальник бригвоенюрист (полковник юстиции) Виноградов Николай Алексеевич
3. Тактики, начальник подполковник Каменский Александр Васильевич
4. Государственного и административного права, начальник военюрист 1 ранга (подполковник юстиции) Галанза Пётр Николаевич
5. Судебного права, начальник профессор военный юрист 1 ранга (подполковник юстиции) Сергей Александрович Голунский (с 9 мая 1943 года — подполковник юстиции Михаил Соломонович Строгович)
6. Уголовного права, начальник военюрист 2 ранга (подполковник юстиции) Чхиквадзе Виктор Михайлович
7. Социально-экономических дисциплин, начальник полковой комиссар Чувиков Павел Андреевич
8. Кафедра огневой и строевой подготовки, начальник подполковник Васильев Павел Иванович

#### Кафедры Академии с 1 сентября 1944 года
1. Кафедра марксизма-ленинизма (начальник полковник Чувиков Павел Андреевич, по штату 7 человек);
2. Кафедра политической экономии (по штату 4 человека);
3. Кафедра теории и истории государства и права (начальник профессор Стальгевич Альфред Кришьянович, по штату 8 человек);
4. Кафедра общеправовых дисциплин (начальник полковник юстиции Коровин Евгений Александрович, по штату 7 человек);
5. Кафедра уголовного права (начальник подполковник юстиции Чхиквадзе Виктор Михайлович, по штату 7 человек);
6. Кафедра судебного права (начальник подполковник юстиции Строгович Михаил Соломонович, по штату 6 человек);
7. Кафедра криминалистики и судебной медицины (начальник подполковник м/с Авдеев Михаил Иванович, по штату 4 человека);
8. Кафедра административного права (начальник полковник юстиции Виноградов Николай Алексеевич, по штату 4 человека);
9. Кафедра тактики (начальник полковник Каменский Александр Васильевич, по штату 11 человек);
10. Кафедра иностранных языков (начальник профессор Недович Дмитрий Саввич, по штату 13 человек);
11. Кафедра общеобразовательных дисциплин (начальник профессор Шеварев Пётр Алексеевич, по штату 6 человек);
12. Самостоятельные дисциплины:
  1. огневая подготовка (1 человек);
  2. физическая подготовка (2 человека).

В ноябре 1945 года кафедра общеправовых дисциплин была реорганизована в две самостоятельных кафедры: государственного и международного права (начальник кафедры профессор, доктор юридических наук, полковник юстиции Е. А. Коровин), и кафедру гражданского права (начальник кафедры профессор, доктор юридических наук С. Н. Братусь).
Таким образом, количество кафедр менялось от 6 до 16 в зависимости от обстоятельств.

### Структура Академии по штату мирного времени
1. Сухопутный факультет;
2. Военно-морской факультет;
3. Факультет заочного обучения с филиалами:
  1. в г. Москве (начальник с 1951 года Мамонтов Василий Михайлович),
  2. в г. Ленинграде (начальник с 1948 года подполковник юстиции Способин Иван Иванович),
  3. в г. Киеве (начальник с 1947 года подполковник юстиции Смолярчук Василий Иванович),
  4. в г. Хабаровске (начальник с 1947 по 1951 годы подполковник юстиции Сулимов А. М., с 1951 года — подполковник юстиции Иванов Николай Иванович),
  5. в г. Тбилиси (начальник с 1951 года майор юстиции Мачавариани Мириан Михайлович),
  6. вечернее отделение (начальник подполковник юстиции Бахов Анатолий Сергеевич);
4. Курсы усовершенствования военно-юридического состава;
5. Высшие академические курсы;
6. Учебный отдел;
7. Учёный Совет Академии;
8. Кафедры.

#### Кафедры Академии в 1949 году
1. Уголовного и военно-уголовного права (начальник доктор юридических наук профессор полковник юстиции Чхиквадзе Виктор Михайлович, по штату 8 человек и 2—3 адъюнкта)
2. Судебного права (начальник доктор юридических наук профессор член-корреспондент АН СССР полковник юстиции Строгович Михаил Соломонович, по штату 5 человек и 2 адъюнкта)
3. Административного и военно-административного права (начальник кандидат юридических наук доцент полковник юстиции Виноградов Николай Алексеевич, по штату 4 человека)
4. Судебной медицины и криминалистики (начальник доктор медицинских наук профессор полковник м/с Авдеев Михаил Иванович)
5. Государственного и международного права (начальник кандидат юридических наук доцент майор юстиции Фарберов Наум Павлович)
6. Теории и истории государства и права (начальник доктор юридических наук профессор Стальгевич Альфред Кришьянович)
7. Гражданского права (начальник доктор юридических наук профессор Братусь Сергей Никитич, по штату 4 человека и 1 адъюнкт)
8. Тактики (начальник кандидат военных наук доцент полковник Каменский Александр Васильевич)
9. Иностранных языков
10. Основ марксизма-ленинизма (начальник кандидат философских наук доцент Царицын Алексей Михайлович, по штату 6 человек)
11. Политической экономии (начальник кандидат экономических наук доцент подполковник Кошелев Александр Яковлевич)
12. Диалектического и исторического материализма (начальник доцент подполковник Капитонов Николай Лионидович)
13. Военно-морских дисциплин
14. Кафедра общеобразовательных дисциплин (начальник доцент Е. П. Хераскова)
15. Отделение физической подготовки

Общевойсковой и морской факультеты имели по 4 курса. Курсы подразделялись на учебные отделения, по 20—26 человек в каждом. Всего учебных отделений было 18. Для занятий по иностранным языкам, тактике и военной топографии учебные отделения, в свою очередь, подразделялись на учебные группы по 7—12 человек.

### Совет (Учёный Совет) Военно-юридической академии
В соответствии с распоряжением СНК СССР от 30 июня 1945 года № 10001-Р Совету Военно-юридической академии было предоставлено право приёма докторских и кандидатских диссертаций, представления к утверждению учёной степени доктора наук и присуждения на основании защиты диссертации учёной степени кандидата наук по следующим специальностям:
1. Уголовному праву;
2. Уголовному процессу;
3. Административному праву;
4. Советскому государственному праву;
5. Теории государства и права;
6. Истории государства и права;
7. Международному праву;
8. Криминалистике;
9. Гражданскому праву.

## Учебная программа Академии
Учебные дисциплины (1949 г.)

### 1-й курс
1. Основы марксизма-ленинизма (лекции 100 часов, практические занятия — 40);
2. Политэкономия (лекции 70 часов, практические занятия — 24);
3. Теория государства и права (лекции 100 часов, практические занятия — 40);
4. Всеобщая история государства и права (лекции 120 часов, практические занятия — 0);
5. Логика (лекции 50 часов, практические занятия — 0);
6. Психология (лекции 44 часов, практические занятия — 0);
7. Иностранный язык (лекции 0 часов, практические занятия — 136);
8. Латинский язык (лекции 0 часов, практические занятия — 136);
9. Тактика (лекции 48 часов, практические занятия — 154);
10. Военная топография (лекции 0 часов, практические занятия — 70);
11. Огневая подготовка (лекции 0 часов, практические занятия — 94);
12. Военно-морское дело (лекции 46 часов, практические занятия — 152);
13. Физическая подготовка (лекции 0 часов, практические занятия — 92).

### 2-й курс
1. Основы марксизма-ленинизма (лекции 40 часов, практические занятия — 24);
2. Политэкономия (лекции 126 часов, практические занятия — 72);
3. История государства и права СССР (лекции 120 часов, практические занятия — 0);
4. Государственное право СССР (лекции 80 часов, практические занятия — 0);
5. Государственное право иностранных государств (лекции 70 часов, практические занятия — 0);
6. Уголовное право (общая часть) (лекции 50 часов, практические занятия — 30);
7. Гражданское право (лекции 110 часов, практические занятия — 80);
8. Судоустройство (лекции 60 часов, практические занятия — 0);
9. Тактика (лекции 22 часов, практические занятия — 106);
10. Огневая подготовка (лекции 0 часов, практические занятия — 60);
11. Физическая подготовка (лекции 0 часов, практические занятия — 90);
12. Иностранный язык (лекции 0 часов, практические занятия — 132).

### 3-й курс
1. Диамат и истмат (лекции 112 часов, практические занятия — 28);
2. Административное право (лекции 50 часов, практические занятия — 0);
3. Военно-административное право (лекции 40 часов, практические занятия — 20);
4. Финансовое право (лекции 50 часов, практические занятия — 0);
5. Уголовное право (особенная часть) (лекции 50 часов, практические занятия — 40);
6. Военно-уголовное право (лекции 30 часов, практические занятия — 0);
7. Трудовое право (лекции 40 часов, практические занятия — 0);
8. Уголовный процесс (лекции 64 часов, практические занятия — 44);
9. Гражданский процесс (лекции 40 часов, практические занятия — 10);
10. Криминалистика (лекции 40 часов, практические занятия — 50);
11. Судебная психиатрия (лекции 50 часов, практические занятия — 0);
12. Судебная медицина (лекции 50 часов, практические занятия — 0);
13. История войн и военного искусства (лекции 100 часов, практические занятия — 0);
14. Иностранный язык (лекции 0 часов, практические занятия — 128);
15. Военно-морская история (лекции 100 часов, практические занятия — 0);
16. Военно-морское дело (лекции 0 часов, практические занятия — 20).

### 4-й курс
1. Партийно-политическая работа в Советской Армии (лекции 30 часов, практические занятия — 0);
2. Военно-административное право (лекции 40 часов, практические занятия — 20);
3. Военно-уголовное право (лекции 30 часов, практические занятия — 40);
4. Уголовный процесс (лекции 26 часов, практические занятия — 38);
5. Гражданский процесс (лекции 30 часов, практические занятия — 10);
6. Методика расследования преступлений в армии (лекции 58 часов, практические занятия — 32);
7. Международное право (лекции 100 часов, практические занятия — 0);
8. Военная география (лекции 60 часов, практические занятия — 0);
9. История политических учений (лекции 60 часов, практические занятия — 0);
10. Иностранный язык (лекции 0 часов, практические занятия — 148);
11. Военно-морская география (лекции 22 часа, практические занятия — 0).

### Наименование дисциплин 1940—1941 гг.
Кафедра марксизма-ленинизма:
1. Основы марксизма-ленинизма
2. Диалектический материализм — исторический материализм
Кафедра политической экономии:
1. Политическая экономия
Кафедра государственного права:
1. Советское государство и право
2. Государственное право капиталистических стран
3. Административное право
4. Военно-административное законодательство
5. Финансовое право
Кафедра уголовного права:
1. Уголовное право (включая военное законодательство)
2. Исправительно-трудовое право
Кафедра судебного права:
1. Уголовный процесс (включая военное судопроизводство)
2. Судоустройство (включая военное судоустройство)
3. Криминалистика (включая методику следствия)
4. Судебная медицина
5. Судебная психиатрия
6. Гражданский процесс
Кафедра теории и истории государства и права:
1. Теория государства и права
2. История государства и права
3. История государства и права народов СССР 4. Международное право
Кафедра гражданского права:
1. Гражданское право
2. Трудовое право
3. Земельно-колхозное право
Кафедра общевойсковых дисциплин:
1. Тактика и военная топография
2. Военная история
3. Военная география
Кафедра огневой подготовки:
1. Строевая и огневая подготовка
2. Физическая подготовка
Кафедра языков:
1. Иностранные языки
2. Латинский язык — самостоятельная дисциплина
3. Русский язык.

## Выпускники Академии
Многие выпускники Военно-юридической академии РККА со временем стали руководящими работниками военных трибуналов (судов), военных прокуратур, возглавили структурные подразделения Главной военной прокуратуры, Управления военных трибуналов, Военной коллегии Верховного Суда СССР, Управления делами Министерства обороны СССР и других министерств и ведомств. Выпускники Военно-юридической академии РККА из числа иностранных граждан возглавляли в разные годы военные ведомства и военно-юридические органы своих государств.
Ахметшин Хасан Мубаракович (р. 1920) — доктор юридических наук (1975), профессор (1978), заслуженный юрист РСФСР (1973), полковник юстиции. В 1945 окончил Академию, в 1952 — адъюнктуру Академии.
Загородников Николай Иванович (1919—1992) — доктор юридических наук, профессор, заслуженный деятель науки РСФСР, генерал-майор внутренней службы. Окончил Академию и адъюнктуру Академии.
Кудрявцев Владимир Николаевич (1923—2007) — доктор юридических наук (1963), профессор (1965), действительный член АН СССР (1984). В январе 1949 окончил Академию, в марте 1952 — адъюнктуру Академии.
Кобликов Александр Семенович (1924—2001) — заслуженный деятель науки РФ, заслуженный юрист РСФСР, доктор юридических наук, профессор, полковник юстиции. В 1951 с золотой медалью окончил Академию, в 1954 — адъюнктуру Академии.
Стручков Николай Алексеевич (1922—1989) — доктор юридических наук, профессор, заслуженный деятель науки СССР. После войны окончил Академию и защитил кандидатскую диссертацию по проблемам исполнения уголовного наказания.
Рафаил Самуилович Белкин (1922—2001) — заслуженный деятель науки РСФСР, доктор юридических наук, профессор, генерал-майор милиции, заслуженный профессор Академии управления МВД России, почётный академик РАЕН, почётный член Болгарского научного общества судебных медиков и криминалистов, участник Великой Отечественной войны. Обучался в Академии c 1946 по 1951.

## Профессорско-преподавательский состав Академии
- доктор юридических наук, профессор, Герцензон, Алексей Адольфович (1902—1970) — доктор юридических наук, заслуженный деятель науки РСФСР.
- Голунский, Сергей Александрович (1895—1962) — доктор юридических наук (1938), профессор (1938), член-корреспондент АН СССР (1939).
- Чхиквадзе, Виктор Михайлович (1912—2006) — доктор юридических наук (1947), профессор (1947). академик Международной академии сравнительного права, иностранный член АН Болгарии, почётный доктор университетов Венгрии, Польши, Румынии и др. стран. Член-корреспондент РАН и советник РАН.
- Утевский, Борис Самойлович (1887—1970) — доктор юридических наук (1942), профессор (1943 г.).
- Меньшагин, Владимир Дмитриевич (1897—1977) — доктор юридических наук (1951), профессор, заслуженный деятель науки РСФСР (1964).
- Ахметшин, Хасан Мубаракович (р. 1920 г.) — доктор юридических наук (1975), профессор (1978), заслуженный юрист РСФСР (1973), полковник юстиции.
- Загородников Николай Иванович (1919—1992) — доктор юридических наук, профессор, заслуженный деятель науки РСФСР, генерал-майор внутренней службы.
- Кудрявцев, Владимир Николаевич (1923—2007) — доктор юридических наук (1963), профессор (1965), действительный член АН СССР (1984).
- Кобликов Александр Семенович (1924—2001) — заслуженный деятель науки РФ, заслуженный юрист РСФСР, доктор юридических наук, профессор, полковник юстиции.
- Стручков Николай Алексеевич (1922—1989) — доктор юридических наук, профессор, заслуженный деятель науки РСФСР.
- Ромашкин, Пётр Семёнович (1915—1975) —  доктор юридических наук, профессор, член-корреспондент АН СССР, автор трудов по уголовному и международному уголовному праву.
- Строгович, Михаил Соломонович (1894—1994) — доктор юридических наук, профессор, член-корреспондент АН СССР, академик Польской академии наук, почётный доктор Краковского Ягеллонского университета.
- Студеникин, Семён Севастьянович (1905—1957) — доктор юридических наук, профессор.
- Трайнин, Арон Наумович (1883—1957) —  доктор юридических наук, профессор, член-корреспондент АН СССР (1946)
- Юшков, Серафим Владимирович (1888—1952) —  доктор исторических наук, профессор, член-корреспондент АН УССР (1939).

## Труды Академии
Работы ученых публиковались в лучших академических, научных и правовых изданиях страны, а также в научном сборнике «Труды Военно-юридической академии», которых в период с 1946 по 1956 гг. было выпущено 17 изданий. Всего с 1940 по 1956 гг. было издано 23 выпуска.
Труды Военно-юридической академии Красной Армии. Выпуск 1. 1940 год / отв. ред. С. А. Голунский. М., 1940. 117 с.
Труды Военно-юридической академии Красной Армии. Выпуск 2. 1942 год / ред. А. Г. Рахлин. Ашхабад, 1942. 20 с.
Труды Военно-юридической академии Красной Армии. Выпуск 3. 1943 год / ред. А. Г. Рахлин. Ашхабад, 1943. 142 с.
Труды Военно-юридической академии Красной Армии. Выпуск 4. 1945 год / отв. ред. В. М. Чхиквадзе. М., 1945. 146 с.
Труды Военно-юридической академии Красной Армии. Выпуск 5. 1945 год / отв. ред. В. М. Чхиквадзе. М., 1945. 101 с.
Труды Военно-юридической академии Красной Армии. Выпуск 6. 1947 год. М., 1947. 182 с.
Труды Военно-юридической академии. Выпуск 7. 1948 год / отв. ред. С. С. Студеникин. М., 1948. 116 с.
Труды Военно-юридической академии. Выпуск 8. 1948 год. М., 1948. 142 с.
Труды Военно-юридической академии. Выпуск 9. 1949 год. М., 1949. 148 с.
Труды Военно-юридической академии. Выпуск 10. 1949 год. М., 1949. 195 с.
Труды Военно-юридической академии. Выпуск 11. 1950 год. М., 1950. 174 с.
Труды Военно-юридической академии. Выпуск 12. 1950 год / ред. Е. И. Гаранин. М., 1950. 307 с.
Труды Военно-юридической академии. Выпуск 13. 1951 год / ред. В. Д. Меньшагин. М., 1951. 196 с.
Труды Военно-юридической академии. Выпуск 14. 1951 год. М., 1951. 141 с.
Труды Военно-юридической академии. Выпуск 15. 1951 год. М., 1951. 231 с.
Труды Военно-юридической академии. Выпуск 16. 1953 год / отв. ред. С. С. Студеникин. М., 1953. 176 с.
Труды Военно-юридической академии. Выпуск 17. 1953 год / отв. ред. Н. М. Киряев. М., 1953. 203 с.
Труды Военно-юридической академии. Выпуск 18. 1954 год / отв. ред. А. Я. Кошелев. М., 1954. 155 с.
Труды Военно-юридической академии. Выпуск 19. 1954 год / отв. ред. Е. А. Скрипилев. М., 1954. 204 с.
Труды Военно-юридической академии. Выпуск 20. 1954 год. М., 1954. 241 с.
Труды Военно-юридической академии. Выпуск 21. 1956 год / отв. ред. А. М. Антошин. М., 1956. 181 с.
Труды Военно-юридической академии. Выпуск 22. 1956 год / отв. ред. Ф. С. Тюсин. М., 1956. 189 с.
Труды Военно-юридической академии. Выпуск 23. 1956 год. М., 1956. 214 с.

## Диссертации, защищенные в Академии
1941 год
Лунёв А. Е. Комплектование Вооруженных Сил: дис. … канд. юрид. наук. — М.: ВЮА, 1941.
1943 год
Курляндский В. И. Советская наука права о понятии международного уголовного преступления: дис. … канд. юрид. наук. — М., 1943.
1944 год
Виноградов Н. А. Предмет, система и источники советского военно-административного права: дис. … канд. юрид. наук. — М., 1944.
1945 год
Васильев Н. В. Применение к военнослужащим отсрочки исполнения приговора в военное время: дис. … канд. юрид. наук. — М.: ВЮА КА, 1945.
1946 год
Кравцов Б. П. Советский закон и указ: дис. … канд. юрид. наук. — М.: ВЮА, 1946.
Шураев В. Т. Создание первой Советской Конституции (работа Конституционной комиссии ВЦИК, апрель-июнь 1918 г.): дис. … канд. юрид. наук. — М., 1946.
1948 год
Загородников Н. И. Определение меры наказания в связи с объектом преступного посягательства: дис. … канд. юрид. наук. — М.: ВЮА, 1948.
Скрипилев Е. А. Военное право Древнего Рима в 6-3 вв. до н. э. (историко-юридическое исследование): дис. … канд. юрид. наук. — М., 1948.
1949 год
Антошин А. М. Военная реформа 1924—1928 гг.: дис. … канд. юрид. наук. — М.: ВЮА, 1949. 328 с.
Гаранин Е. И. Проблема военной оккупации в современном международном праве в свете опыта Второй Мировой войны на Тихом океане: дис. … канд. юрид. наук. — М.: ВЮА, 1949.
Сафронов И. И. Стереоскопия и измерительная фотография в криминалистике и судебной медицине: дис. … канд. юрид. наук. — М., 1949.
Студеникин С. С. Советская административно-правовая норма и её применение: дис. … канд. юрид. наук. — М., 1949.
Фарберов Н. П. Основные начала государственного строя народных республик Центральной и Юго-Восточной Азии: дис. … докт. юрид. наук. — М., 1949.
1950 год
Бурдин П. К. Правовые основы организации Красной Армии в 1918—1919 гг.: дис. … канд. юрид. наук. — М.: ВЮА, 1950.
Гусев Л. Н. Советская военная юстиция в годы иностранной интервенции и гражданской войны (1918—1920 гг.): дис. … канд. юрид. наук. — М.: ВЮА, 1950.
Журавлев В. Г. Обвинение как процессуальная функция в советском уголовном и военно-уголовном процессе: дис. … канд. юрид. наук. — М.: ВЮА, 1950.
Калинычев Ф. Н. Вопросы военного права в период образования феодально-абсолютистского государства (2-я половина XVII века): дис. … канд. юрид. наук. — М.: ВЮА, 1950.
Карнович Г. В. Следственный осмотр и судебная экспертиза по делам об авариях на речном транспорте: дис. … канд. юрид. наук. — М., 1950.
Максимов А. А. Советские военно-правовые нормы и их особенности: дис. … канд. юрид. наук. — М.: 1950.
Мишунин П. Г. Первые декреты о советском суде и основные вопросы социалистического уголовного права в период проведения Великой Октябрьской Социалистической Революции (1917—1918): дис. … канд. юрид. наук. — М., 1950.
Недавний А. Л. Народная Республика Болгария — государство социалистического типа: дис. … канд. юрид. наук. — М., 1950.
1951 год
Артамонов Д. Н. Институт военного положения по советскому праву: дис. … канд. юрид. наук. — М.: ВЮА, 1951.
Долгопятов Г. М. Конституционное законодательство в период со Второго Всероссийского Съезда Советов по Третий Всероссийский Съезд Советов (октябрь 1917 — январь 1918 гг.): дис. … канд. юрид. наук. — М.: ВЮА, 1951.
Крылов Б. С. Фашизация и милитаризация государственного аппарата США после Второй мировой войны: дис. … канд. юрид. наук. — М., 1951.
Меньшагин В. Д. Преступления против обороны СССР: дис. … докт. юрид. наук. — М., 1951.
Ромашкин П. С. Преступления против законов и обычаев войны: дис. … докт. юрид. наук. — М.: ВЮА, 1951.
Смолярчук В. И. Правовые осовы организации и деятельности Украинского Совета трудовой армии: дис. … канд. юрид. наук. — М., 1951.
Фандиков П. Г. Международно-правовой режим Дуная (историко-юридическое исследование): дис. … канд. юрид. наук. — М., 1951.
1952 год
Ахметшин Х. М. Уголовная ответственность военнослужащих за разглашение государственной и военной тайны по советскому военно-уголовному праву: дис. … канд. юрид. наук. — М.: ВЮА, 1952.
Баишев М. И. Военно-судебная реформа в царской армии (60-е-70-е годы XIX века): дис. … канд. юрид. наук. — М.: ВЮА, 1952.
Гришаев П. И. Борьба Советского Союза за запрещение средств массового уничтожения людей: дис. … канд. юрид. наук. — М.: ВЮА, 1952.
Иванов С. С. Государственно-правовые воззрения Н. Г. Чернышевского: дис. … канд. юрид. наук. — М.: ВЮА, 1952.
Мишин Н. Г. Основные начала государственного строя Румынской Народной Республики: дис. … канд. юрид. наук. — М.: ВЮА, 1952.
Ордин К. В. Конституционные основы организации обороны Советского государства в првой главной фазе его развития: дис. … канд. юрид. наук. — М., 1952.
1953 год
Белкин Р. С. Осмотр места происшествия: дис. … канд. юрид. наук. — М.: ВЮА, 1953.
Берзин А. И. Дознание в Советской Армии: дис. … канд. юрид. наук. — М.: ВЮА, 1953.
Коркин П. П. Развитие форм государственного сотрудничества независимых советских социалистических республик до образования СССР (1917—1922 гг.): дис. … канд. юрид. наук. — М.: ВЮА, 1953.
Кочоров В. Д. Борьба с хищениями военного имущества по советскому уголовному праву: дис. … канд. юр. наук. — М.: ВЮА, 1953.
Поздняков А. Н. Дисциплинарная ответственность военнослужащих Советской армии: дис. … канд. юрид. наук. — М., 1953.
Романов П. И. Правовые отношения в советском военном управлении: дис. … канд. юрид. наук. — М.: ВЮА, 1953.
1954 год
Афанасьев И. Ф. Обжалование и проверка приговоров, не вступивших в законную силу, в советском уголовном процессе: дис. … канд. юрид. наук. — М.: ВЮА, 1954.
Жуков А. И. Расследование уголовных дел о хищении военного имущества в советском уголовном процессе: дис. … канд. юрид. наук. — М.: ВЮА, 1954.
Краснов Н. И. Реальное исполнение договорных обязательств между социалистическими организациями. дис. … канд. юрид. наук. — М., 1954.
Осипов А. Ф. Предание суду в советском уголовном процессе: дис. … канд. юрид. наук. — М., 1954.
Почиталин М. С. Основные вопросы советской государственной службы: дис. … канд. юрид. наук. — М., 1954.
Стручков Н. А. Борьба со взяточничеством по советскому уголовному праву: дис. … канд. юрид. наук. — М., 1954.
Шульмейстер Ю. А. Воинские должностные преступления по советскому праву: дис… канд. юрид. наук. — М., 1954.
Щетинин Б. В. Возникновение и сущность народно-демократических государств в Азии после Второй мировой войны: дис. … док. юрид. наук. — М., 1954.
1955 год
Абрамин В. Н. Допрос на предварительном следствии в советском уголовном процессе: дис. … канд. юрд. наук. — М.: ВЮА, 1955.
Гуреев П. П. Судебное разбирательство в советском гражданском процессе (по исковым делам): дис. … канд. юрид. наук. — М., 1955.
Карпушин М. П. Социалистическое трудовое правоотношение: дис. … канд. юрид. наук. — М.: ВЮА, 1955.
Кобликов А. С. Судебное следствие в советском военном трибунале: дис. … канд. юрид. наук. — М.: ВЮА, 1955.
Козырь М. И. Объекты права колхозной собственности: дис. … канд. юрид. наук. — М.: ВЮА, 1955.
Колибаба Г. Н. Правовые основы советской военной службы: дис. … канд. юрид. наук. — М.: ВЮА, 1955.
Коломацкий В. Я. Империалистическая сущность космополитической теории «мирового государства»: дис. … канд. юрид. наук. — М.: ВЮА, 1955.
Побежимов И. Ф. Единоначалие, воинская дисциплина и законность в Советской Армии: дис. … канд. юрид. наук. — М.: ВЮА, 1955.
Трусов А. И. Свидетельские показания в советском уголовном процессе: дис. … канд. юрид. наук. — М.: ВЮА, 1955.
Тульчина В. С. Привлечение в качестве обвиняемого на предварительном следствии в советском уголовном процессе: дис. … канд. юрид. наук. — М., 1955.
Филиппов Н. Г. Местные органы государственной власти Польской Народной Республики: дис. … канд. юрид. наук. — М., 1955.
1956 год
Корольков Н. Н. Правовые основы строительства кадровой Советской Армии в предвоенные годы: дис. … канд. юрид. наук. — М.: ВЮА, 1956.
Максимов С. С. Пересмотр приговоров в порядке надзора в советском уголовном процессе: дис. … канд. юрид. наук. — М.: ВЮА, 1956.
Медведев А. М. Ответственность за дезертирство по советскому уголовному праву: дисс. … канд. юрид. наук. — М.: ВЮА, 1956.
Митяшин И. К. Материальная ответственность военнослужащих по советскому праву: дис. … канд. юрид. наук. — М., 1956.
Полевой Н. С. Судебная фотография в практике органов военной юстиции: дис. … канд. юрид. наук. — М.: ВЮА, 1956.
Смирнов Е. А. Уголовная ответственность за измену Родине по советскому праву: дис. … канд. юрид. наук. — М.: ВЮА, 1956.
Тетерин Б. С. Возобновление уголовных дел по вновь открывшимся обстоятельствам в советском уголовном процессе: дис. … канд. юр. наук. — М., 1956.
Хан-Магомедов Д. О. Ответственность за нарушение уставных правил караульной и конвойной службы по советскому уголовному праву: дис. … канд. юрид. наук. — М.: ВЮА, 1956.